# Roda Ali Wais
Roda Ali Wais (sinh ngày 14 tháng 4 năm 1984) là một vận động viên chạy cự li trung bình đã thi đấu cho Djibouti trước khi đào thoát sang Úc.
Ali Wais chỉ mới mười sáu tuổi và là nữ Djibouti đầu tiên đại diện cho đất nước của cô trong Thế vận hội khi cô tham dự Thế vận hội Mùa hè 2000 được tổ chức tại Sydney, cô đã bước vào 800 mét cuối cùng vì không đủ điều kiện cho vòng tiếp theo. Sau cuộc đua, Ali Wais trốn sang Úc với sự giúp đỡ của một người Úc gốc Somalia, nơi cô kết hôn với một người Úc và có con. Cô không thi đấu cho Djibouti nữa.